# 淵鑑類函
淵鑑類函（えんかんるいかん）は中国、清の聖祖（康熙帝）の勅撰により編纂された類書（一種の百科事典）である。1710年に成立した。書名は古今類書の淵海というべきものであることによる。

## 概要
明の兪安期による『唐類函』は『北堂書鈔』『芸文類聚』『初学記』『白氏六帖』（唐の四大類書）などを天部以下43部門、200巻にまとめたものであった。
『淵鑑類函』は『唐類函』を底本として、宋、元、明時代の詩文、事績などを増補したもので、天部、歳時部、地部、帝王部、后妃部、設官部など45部門、全450巻から成る（底本部分には「原」、増補部分には「増」と表記している）。
『淵鑑類函』は詩文を作る際の用例集、また故事を調べるのに便利な書として用いられた。江戸時代の日本にも伝えられた。